# Улица Мелнсила (Рига)
Улица Ме́лнсила (латыш. Melnsila iela — дословно «улица Чёрного бора») — улица в Курземском районе города Риги, в историческом районе Агенскалнс. Начинается от перекрёстка улиц Лапу и Орманю и пролегает в северо-западном направлении до улицы Агенскална, далее переходя в улицу Вилипа. Длина улицы Мелнсила составляет 944 метра.

## История

Вид вдоль улицы Мелнсила с дюны в Агенскалнских Соснах. Слева дом № 14. 1920-е годы

Своё первое название (рус. Шварценгофская улица, нем. Schwarzenhofsche Strasse, латыш. Švarcmuižas iela) улица получила в 1900 году — по имени усадьбы Шварценгоф (нем. Schwarzenhof, латыш. Švarcmuiža), через территорию которой она была проложена.
В 1938 году название Švarcmuižas iela видоизменили: немецкий корень «Шварц» (нем. schwarz — чёрный) был заменен латышским аналогом (латыш. melns), а «усадьбу» (латыш. muiža) заменили на «бор» (латыш. sils), остатки которого сохранялись на месте нынешнего микрорайона Агенскалнские Сосны. В годы немецкой оккупации (1942—1944) было временно восстановлено первоначальное название улицы; других переименований не было.
Первоначально улица Мелнсила доходила лишь до улицы Кристапа; дальний участок между улицами Кристапа и Агенскална был проложен по лесу в 1930-е годы; спрямлён и застроен около 1960 года.

## Транспорт
Улица Мелнсила имеет важное транспортное значение, связывая улицу Калнциема с ул. Дзирциема и Юрмалас гатве, и считается одной из наиболее загруженных в своём районе. На всём протяжении асфальтирована, имеет две полосы. Разрешено движение в обоих направлениях. На всём протяжении по улице проходит ряд маршрутов автобуса и троллейбуса; есть одноимённая остановка.
В 2022 году, с началом строительства на улице Мелнсила нового магазина сети Lidl, за счёт предприятия осуществлена реконструкция и модернизация перекрёстков улицы Мелнсила с улицами Кристапа, Калнциема и Капселю.

## Застройка
- В доме № 10b располагается учебно-информационный Центр деревянной архитектуры (латыш. Koka arhitektūras centrs)[8].
- Дом № 17 (1906, архитектор Я. Алкснис) является памятником архитектуры местного значения[9].
- Застройка, прилегающая к улице Калнциема, входит в состав памятника государственного значения «Деревянная застройка улицы Калнциема»[10].

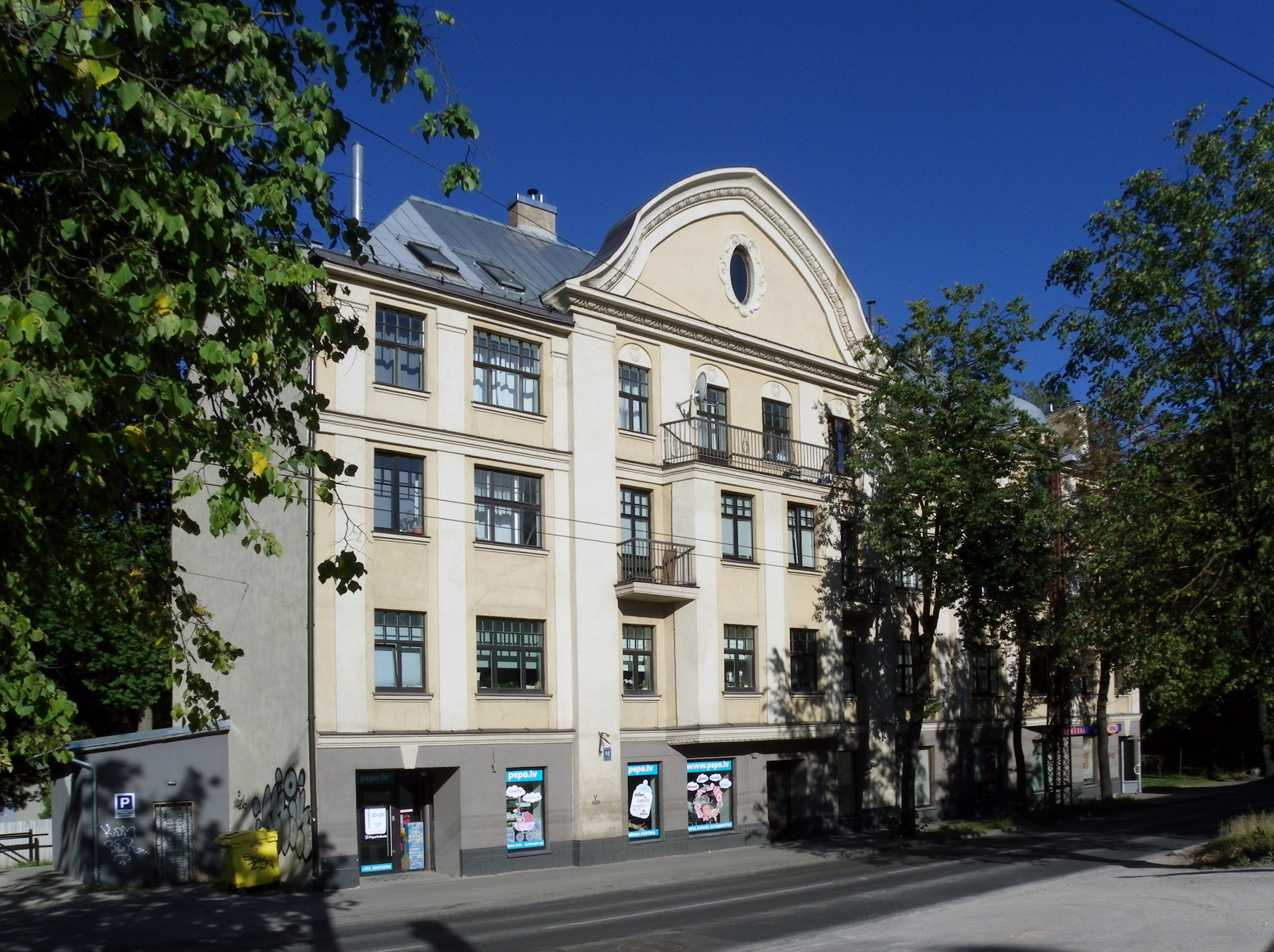
Дом № 10
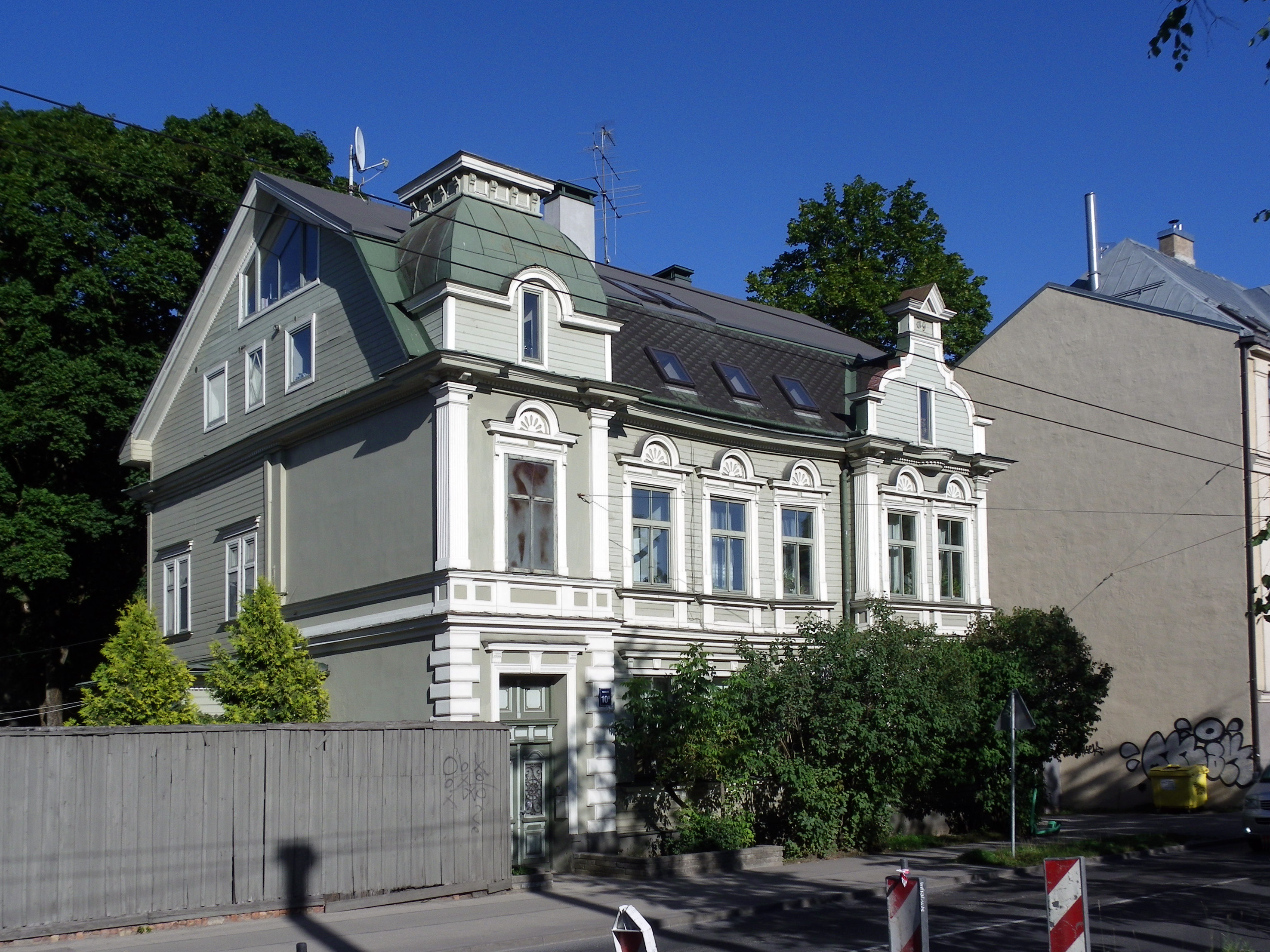
Дом № 10a
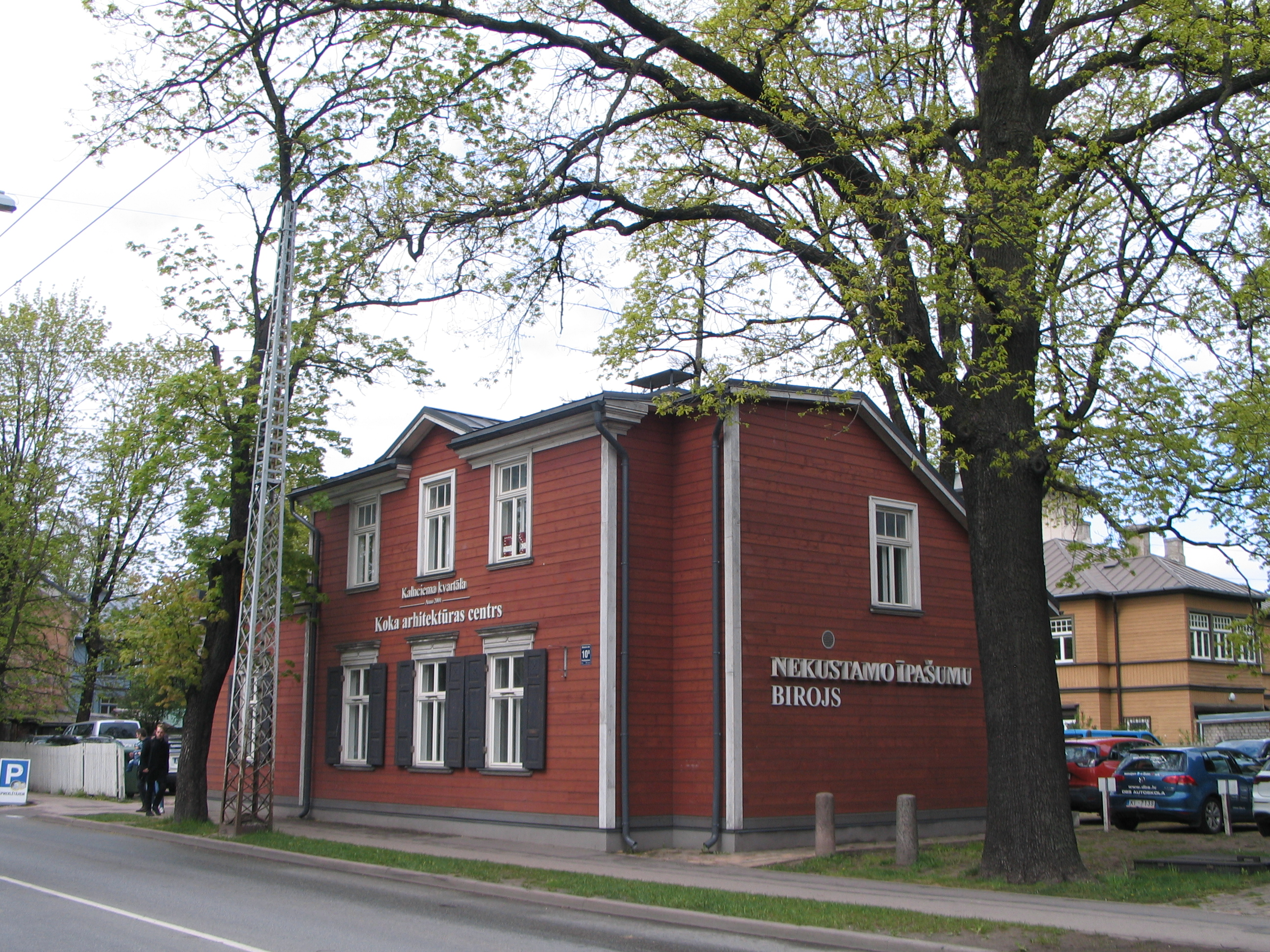
Дом № 10b
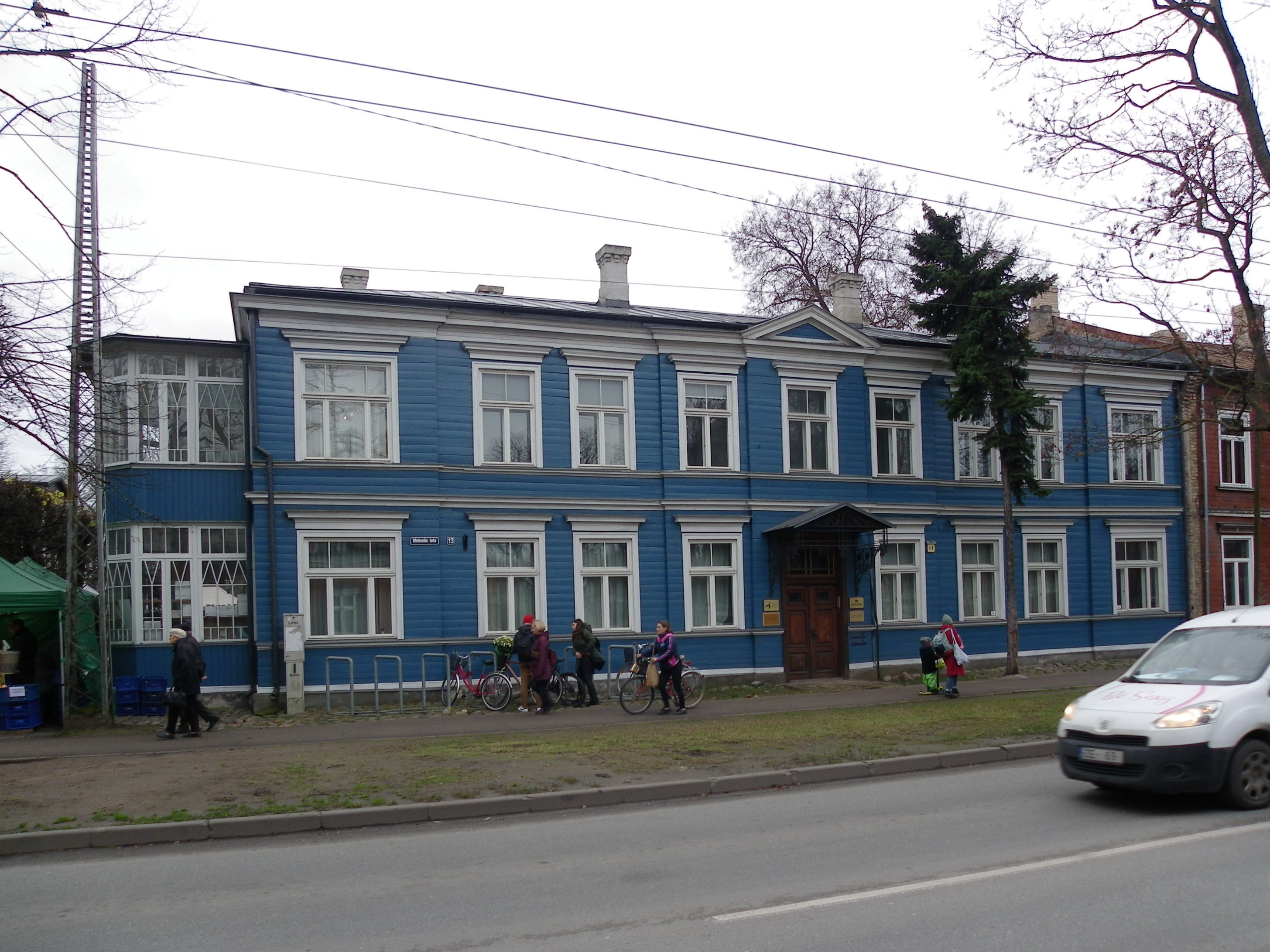
Дом № 13
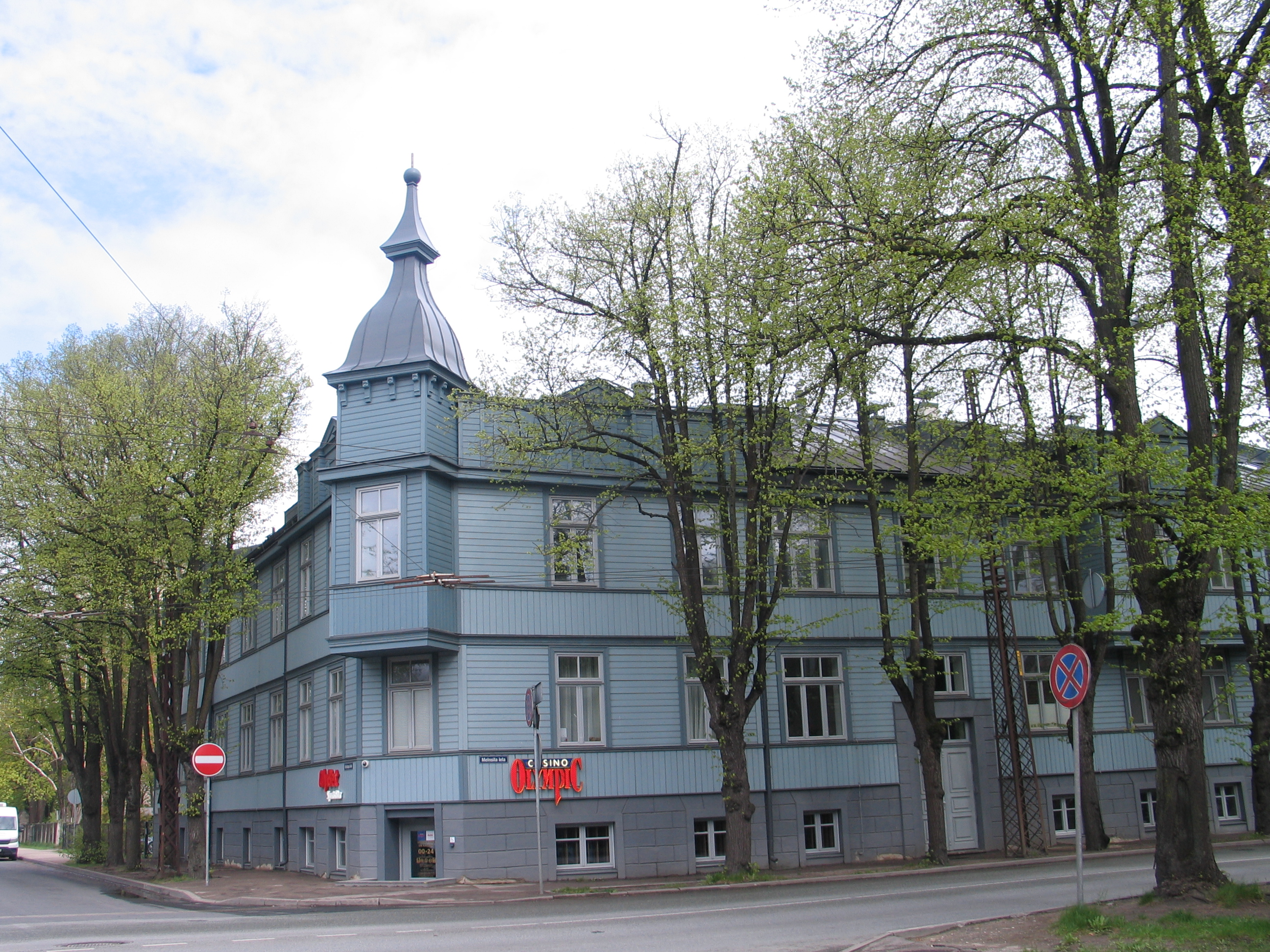
Дом № 14
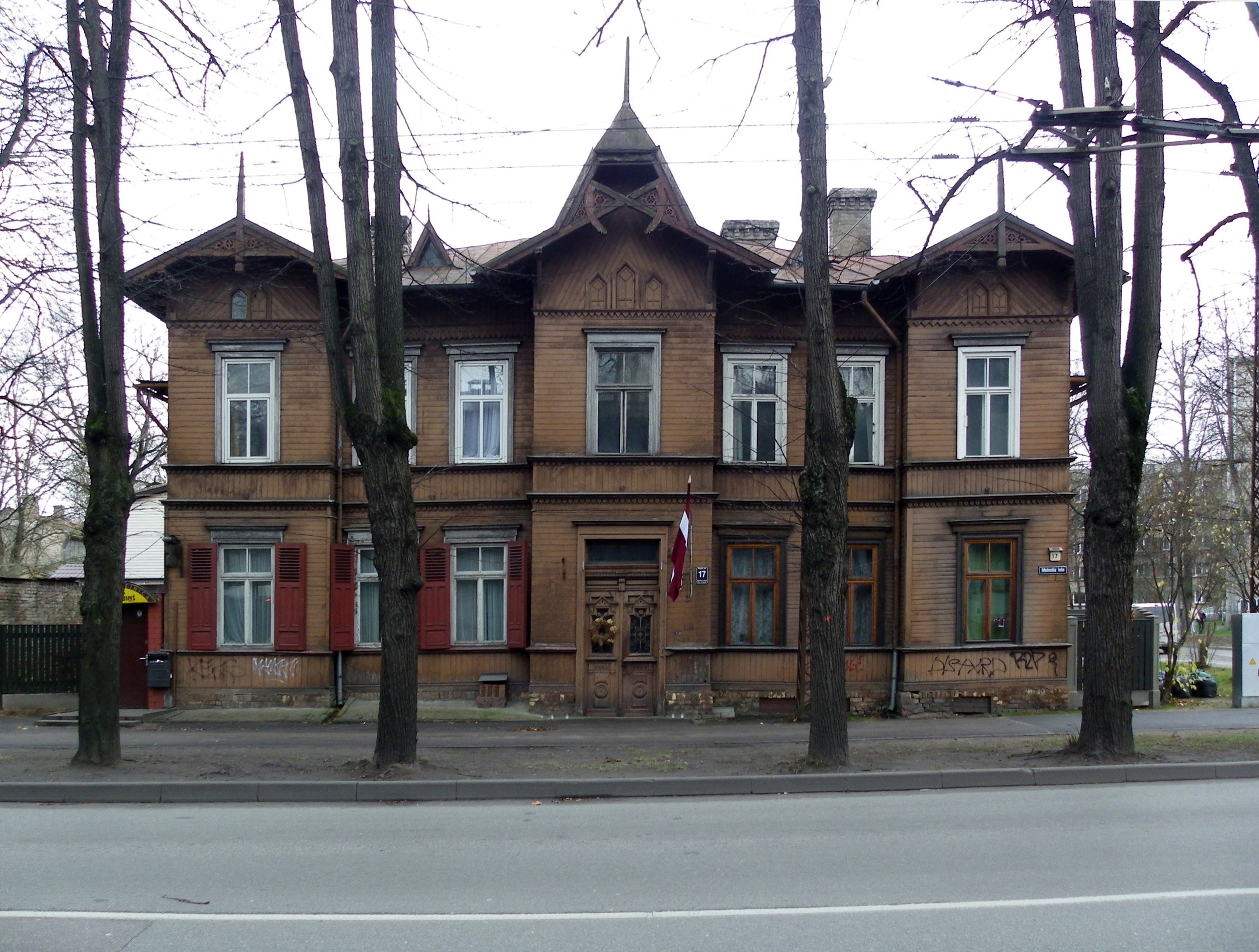
Дом № 17
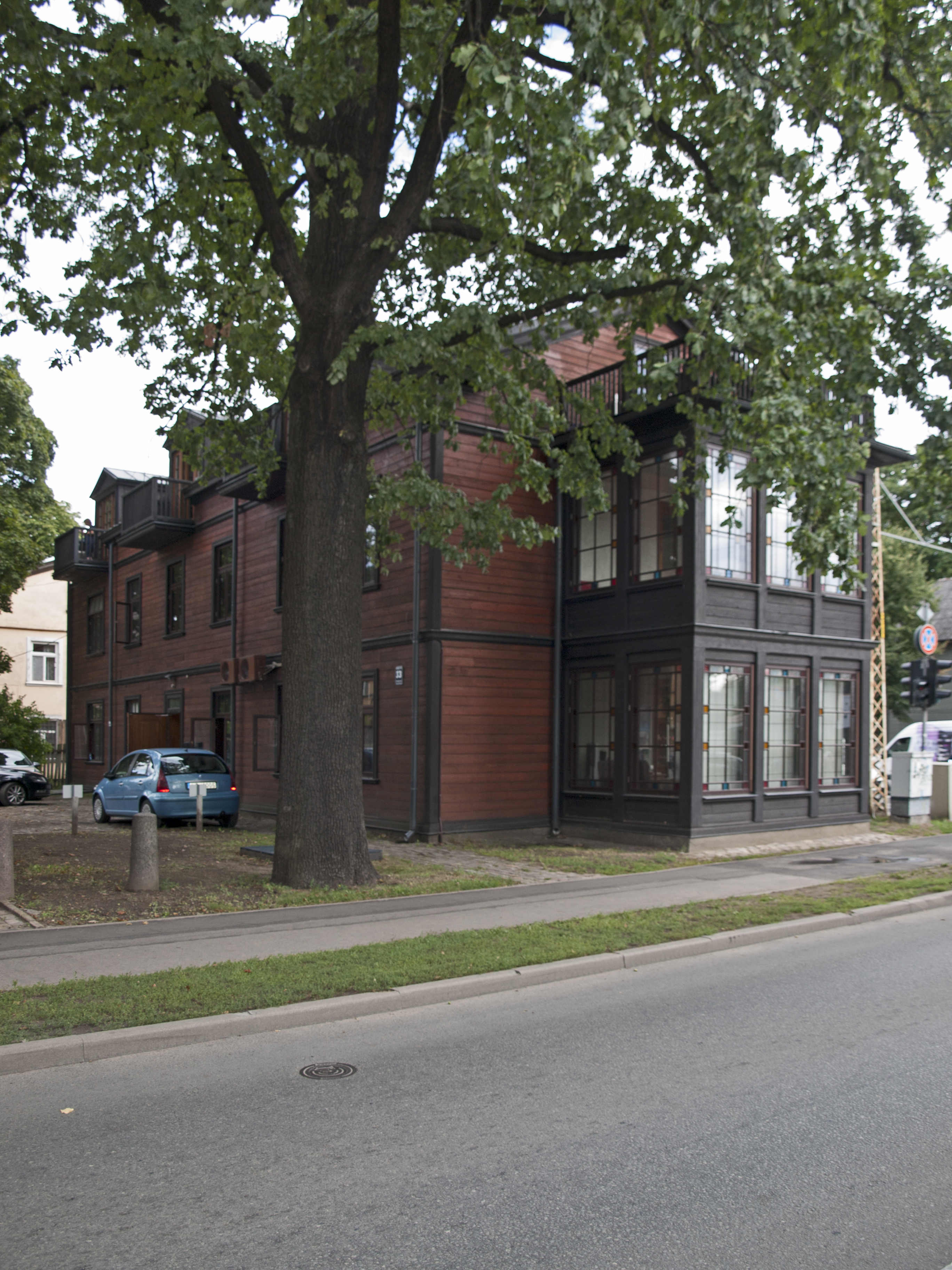
Ул. Калнциема, 33 (вид с ул. Мелнсила)
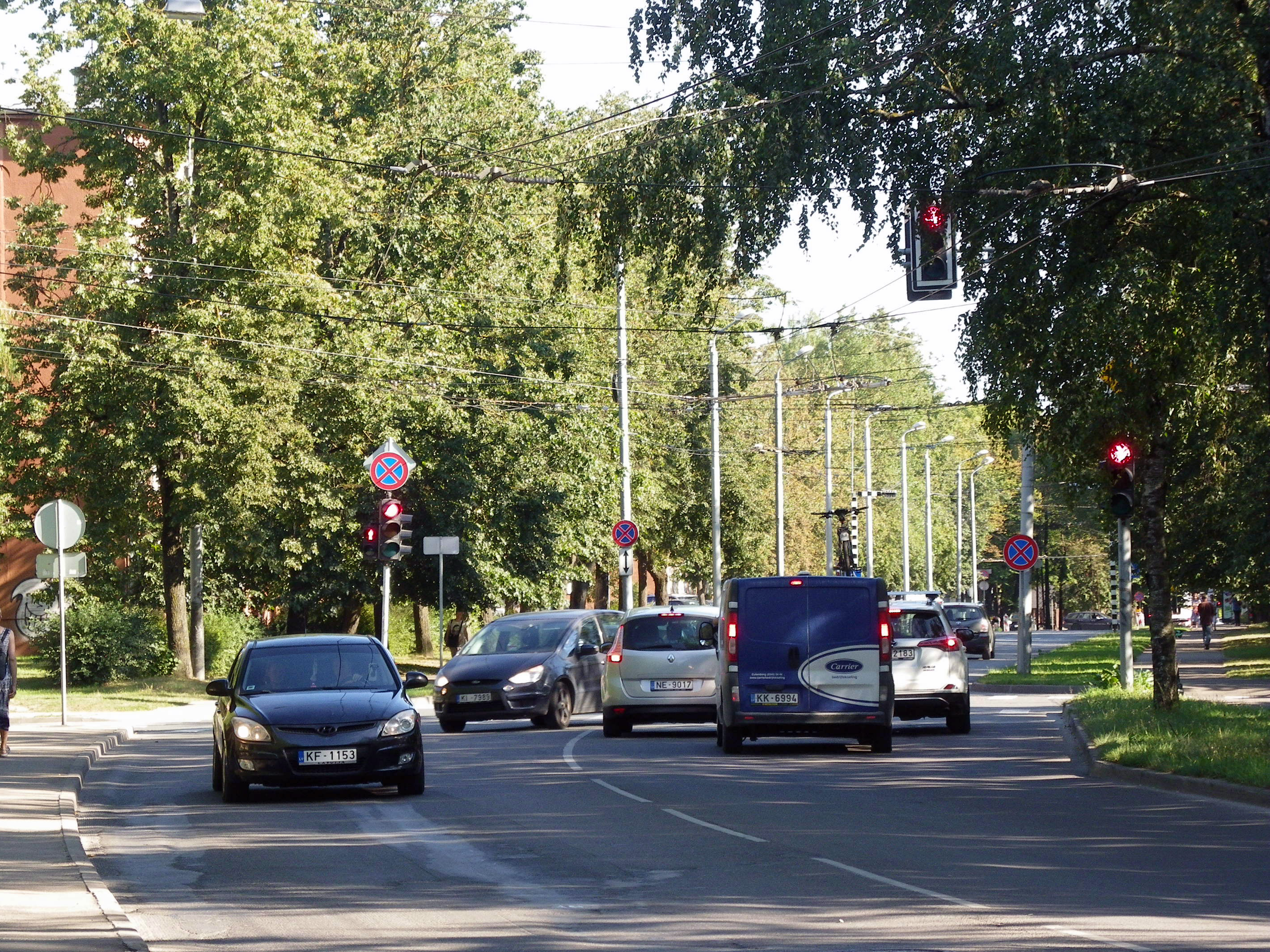
Вид от перекрёстка с ул. Агенскална

## Прилегающие улицы
Улица Мелнсила пересекается со следующими улицами:
- улица Лапу
- улица Орманю
- улица Виля Плудоня
- улица Эрнестинес
- улица Капселю
- улица Калнциема
- улица Кристапа
- улица Агенскална